# Slim Laghmani
Slim Laghmani (arabe : سليم اللغماني), né le 12 novembre 1957 à Tunis, est un juriste et universitaire tunisien, spécialiste du droit public.

## Biographie
Professeur de droit à l'université de Carthage pendant de nombreuses années, il occupe le poste de directeur du département de droit public à la faculté des sciences juridiques, politiques et sociales de Tunis entre 1996 et 2002 et celui du directeur du laboratoire « Droit communautaire et relations Maghreb-Europe » dans la même université entre 2001 et 2013.
Président de l'Association tunisienne de droit constitutionnel entre 2017 et 2020, il est secrétaire de rédaction de la Revue tunisienne de droit et membre du comité éditorial de plusieurs revues de droit. Membre de plusieurs jurys nationaux de recrutement pour les différents niveaux de l'enseignement supérieur, il est également membre du conseil scientifique de l'Académie internationale de droit constitutionnel et membre du comité tunisien d'éthique médicale.
Professeur invité dans plusieurs universités arabes et européennes, il est membre de la Commission des libertés individuelles et de l'égalité ainsi que de la Haute instance pour la réalisation des objectifs de la révolution, de la réforme politique et de la transition démocratique,.
Professeur émérite en droit, ses travaux traitent l'histoire des idées politiques dans le monde musulman, le rapport entre le système juridique islamique et le droit positif, le droit constitutionnel et l'ordre juridique international.
En 2024, il représente la Tunisie devant la Cour internationale de justice lors des audiences publiques dans le cadre de l'avis consultatif sur les conséquences juridiques découlant des politiques et pratiques d'Israël dans les territoires palestiniens occupés.

## Vie privée
Il est le fils du poète Ahmed Laghmani.

## Distinctions
- Grand prix du président de la République tunisienne (2002)[1].
- Commandeur de l'Ordre de la République tunisienne (2018)[11],[12].

## Publications principales

### Ouvrages
- Éléments d'histoire de la philosophie du droit, tome I « La nature, la révélation et le droit », Tunis, Cérès, 1993.
- Éléments d'histoire de la philosophie du droit, tome II « La modernité, l'État et le droit », Tunis, Centre de publication universitaire, 1999.
- Histoire du droit des gens : du jus gentium impérial au jus publicum europaeum, Paris, Pedone, 2004.
- Les Droits de l'homme par les textes (avec Rafâa Ben Achour et Dali Jazi), Tunis, Centre de publication universitaire, 2004.
- Affaires et documents de droit international (avec Ghazi Gherairi et Salwa Hamrouni), Tunis, Centre de publication universitaire, 2005.
- Islam : le pensable et le possible, Casablanca, Fennec, 2005.
- Écrits politiques et constitutionnels depuis la révolution, Tunis, Nirvana, 2020[13].
- L'Ordre juridique international : souveraineté, égalité et logique de l'accord : une théorie tiers-mondiste, Tunis, Nirvana, 2021[14].
- Une Critique de la connaissance juridique, Tunis, Nirvana, 2022[15].
- Éléments d'histoire de la philosophie du droit : le discours fondateur du droit, Tunis, Nirvana, 2023.
- Recueil des cours : tome 428 (avec Mario J. A. Oyarzábal), Leyde, Brill, 2023[1].
- Islam et droit international, Leyde, Brill, coll. « Les livres de poche de l'Académie de droit international de La Haye », 2023[16].

### Direction d'ouvrages collectifs
- Les Nouveaux aspects du droit international, Paris, Pedone, 1994.
- Harmonie et contradictions en droit international, Paris, Pedone, 1996[17].
- Droit international et droits internes, développements récents, Paris, Pedone, 1999.
- Justice et juridictions internationales, Paris, Pedone, 2000.
- Le Droit international face aux nouvelles technologies, Paris, Pedone, 2002[18].
- Le Droit international à la croisée des chemins, Paris, Pedone, 2004.
- Acteurs non étatiques et droit international, Paris, Pedone, 2007.
- Les Droits de l'homme : une nouvelle cohérence pour le droit international ?, Paris, Pedone, 2008.
- Mer Méditerranée entre territorialisation et coopération, Tunis, Université de Carthage, 2013.